# 1786 en France
Chronologie de la France
- 1782
- 1783
- 1784
- 1785
- 1786
- 1787
- 1788
- 1789
- 1790

Cette page concerne l’année 1786 du calendrier grégorien.

## Événements
- 1er janvier : une série d’ordonnances et de règlements réorganise en profondeur le corps de la marine[1].
- 11 janvier : début du procès du Cardinal de Rohan
- 17 janvier : observation à Paris de la comète de Encke[2].
- 11 février: Jeanne Delozanne dite « la grande Jeannette », dernière criminelle française avérée comme soumise à la torture.
- 24 février : l’expédition de La Pérouse atteint le Chili[3].
- 19 mars :
  - remontrances du Parlement de Paris contre la refonte des monnaies d’or et d’argent[4].
  - le bail de la Ferme générale est attribué à Jean-Baptiste Mager[5].

- 9 avril : l’expédition de La Pérouse fait escale à l’île de Pâques[3].

- 21 mai : accords frontaliers avec le duc de Wurtemberg pour le comté de Montbéliard[6].
- 31 mai : verdict du Parlement de Paris dans l’Affaire du collier de la reine. Le cardinal de Rohan est acquitté et la comtesse de la Motte condamnée[7] ; le 4 juin le roi exile le cardinal dans son abbaye de la Chaise-Dieu.

- 21 juin : Louis XVI se rend à Cherbourg pour visiter les travaux du port[8].
- 23 juin : l’expédition de La Pérouse atteint l’Alaska au mont Saint Elias, puis découvre le « Port des Français » (aujourd’hui baie Lituya)[9].

- 13 juillet : 21 marins de l’expédition de La Pérouse périssent noyés au port des Français[9].

- 8 août : 1re ascension du mont Blanc par Jacques Balmat et le docteur Michel Paccard[10].

- 20 août : Calonne remet au roi son Précis sur l’administration des finances, mémoire qui propose un programme hardi de réformes administratives et fiscales inspirées de celle de Turgot[4]. Création de la subvention territoriale, impôt foncier payable par la noblesse et le clergé, transformation de la corvée des taillables par un impôt en argent, suppression des douanes intérieures, liberté de commerce des grains, création d’assemblées provinciales et municipales élues au suffrage censitaire sans distinction d’ordre.

- 26 septembre : la Grande-Bretagne signe avec la France un traité mécontentant les industriels français. Il prévoit le libre-échange en termes de commerce et de navigation[11].

- Septembre : un édit crée un emprunt de trente millions sur la ville de Paris[12].

- 12 octobre : les premiers troupeaux de moutons mérinos espagnols arrivent à la ferme de Rambouillet[13].
- Octobre : après une grève de huit jours, les ouvriers tonneliers de Sète obtiennent une augmentation de salaires[14].

- 6 novembre : un arrêt du Conseil d’État substitue provisoirement à la corvée une addition de taille, à titre d’essai pour une période de trois ans[4].
- 15 novembre : accords frontaliers avec le duché des Deux-Ponts[15].
- 29 novembre : le roi convoque l’Assemblée des notables pour 1787[16].

- Les intérêts des dettes accumulées absorbent plus de 50 % du budget. Les recettes de l’État atteignent 475 millions de livres, contre 587 millions de dépenses, soit un déficit de 112 millions[17].
- Calonne vend pour 4 millions de livres le rachat à perpétuité de leurs droits d’aides aux comtés d’Auxerre et de Bar pour consommer leur incorporation administrative à la Bourgogne où les aides n’ont pas cours. Il rétablit l’office de trésorier général des bâtiments du roi, celui de trésorier des offrandes et aumônes, crée des charges vend des offices : 60 agents de change et 2 receveurs généraux à Paris, 20 payeurs et 20 contrôleurs des rentes, 283 changeurs, 4 Fermiers généraux, 2 régisseurs et 2 administrateurs généraux[18].

- Invention de l’éclairage à l’hydrogène par le Français Philippe Lebon[19].

## Naissances en 1786
- 19 avril : Félix-Louis de Narp, général de brigade français. († 1844).
- 8 mai : Jean-Marie Vianney, le saint curé d’Ars.
- 20 juin : Marceline Desbordes-Valmore, poétesse française († 23 juillet 1859)
- 9 juillet : Sophie de France, fille de Louis XVI et Marie-Antoinette.
- 31 août : Eugène Chevreul, chimiste français († 1889)
- 9 septembre : Rosalie Rendu, supérieure de la congrégation des Filles de la Charité († 7 février 1856)

## Décès en 1786
- 6 janvier : Pierre Poivre, agronome et botaniste français (° 1719).
- 20 septembre : Louis-Charles-René de Marbeuf, comte de Marbeuf, marquis de Cargèse, gouverneur de la Corse. (° 4 octobre 1712).
- 20 décembre : abbé Nicolas Thyrel de Boismont, membre de l'Académie française.